# Grenzen der Gemeinschaft
Grenzen der Gemeinschaft.  Eine Kritik des sozialen Radikalismus ist eine 1924 verfasste Schrift des deutschen Philosophen Helmuth Plessner. Plessner widmet sich in ihr der Frage nach verschiedenen Formen des menschlichen Zusammenlebens.
Hierzu greift er auf den von Ferdinand Tönnies eingeführten Gegensatz zwischen gemeinschaftlichem und gesellschaftlichem Leben zurück. Plessner kritisiert die Verfechter einer gemeinschaftlichen Ordnung, denen er sozialen Radikalismus vorwirft, und macht demgegenüber die moderne Gesellschaft und ihre Chancen stark. Dabei gibt Plessner der Gesellschaft vor allem auf Grund anthropologischer Argumente den Vorzug gegenüber gemeinschaftlichen Ordnungen im Sinne von Tönnies: Erst Gesellschaft biete dem Menschen den nötigen Raum und Abstand zu anderen und sich selbst, von wo aus er sich immer wieder neu entwerfen und ausprobieren könne. Die Gemeinschaft vergewaltige dieses Grundbedürfnis des Menschen, indem sie ihn auf ein Bild, eine einzige Idee einschwöre.
Plessner schrieb vor allem gegen die Jugendbewegungen seiner Zeit und deren Tendenz, radikale Umwälzungen der gesellschaftlichen Verhältnisse über eine „Gemeinschaft des Blutes“ anzustreben, aber auch gegen die marxistische Bewegung, deren Utopie sich in einer „Gemeinschaft der Sache“ manifestierte. Als theoretisches Werk steht die Schrift mit der in ihr vertretenen Meinung im Deutschland jener Jahre weitgehend allein da. Erst Anfang der 1980er Jahre wurde sie wiederentdeckt und hat ein breites internationales Interesse geweckt.

## Inhalt

### Problem und Methode der Kritik
Problem
Unter Radikalismus versteht Plessner die Überzeugung, dass wahrhaft Großes und Gutes nur durch den Rückgang auf die Wurzeln der Existenz entsteht. Der Radikalismus wendet sich also gegen das Bestehende, indem er ihm einen natürlichen Idealzustand entgegenhält. Das Bestehende ist die Wirklichkeit, die Existenz, das Leben, das Faktische, die Tatsachen, das Sein. Ihnen hält der Radikalismus das geistige Ideal, das Sollen, den Wert entgegen. Mit diesem unvereinbaren Widerspruch von geistigem Ideal und tatsächlicher Existenz ist der Radikalismus in seinem Wesen ein Dualismus.
Je nachdem, was der Radikalismus als Wurzel der Existenz ansieht, kann er unterschiedliche Ausprägungen haben. Sieht er die Welt als mechanisch ablaufendes Gebilde (wie die Naturwissenschaften), dann wird er überall das vernünftige zielorientierte und methodische Vorgehen fordern, er wird Rationalismus. Sieht er hingegen in allem nur das Dumpfe, Triebhafte und Ungeordnete am Werke, dann wird er diese Kräfte zum Ideal erheben und gegen die Vernunft starkmachen, er wird Irrationalismus.
Beide Ansätze vertreten jedoch gleichermaßen eine dualistische Auffassung, indem sie eine Kluft zwischen Geistigem und Wirklichem sehen. Seinen Ursprung hat dieses Denken im Christentum und dem dortigen Gegensatz von Fleisch und reinem Geist, gefallenem Menschen und Gott.
Das deutsche Problem bleibt die Vereinbarkeit von Idee und Wirklichkeit und statt unbekümmert zur Tat zu schreiten und das Leben spielerisch zu nehmen, ist der Deutsche „schwer und über ihm wird alles schwer, heißt es bei Goethe (...) Der Deutsche ist stolz darauf, in seinen besten Männern das Gewissen der Welt zu sein, aber heißt das nicht auch für die anderen den Spielverderber zu spielen?“ Sein grüblerisches Gemüt macht seinen Geist zum „Schauplatz des Kampfes“ einer nie zu erreichenden Versöhnung von Ideal und Wirklichkeit. Der Deutsche schätzt das Problem höher als die Lösung. Wenn er sich aber um eine solche bemüht, dann nur in maßloser Übertreibung von Disziplin, Methode und Drill: Auch hier ist das Mittel wichtiger als das Ziel.
Der soziale Radikalismus sieht nun in der Gemeinschaft eine natürliche Ordnung der Lebensbezüge zwischen den Menschen, die auf Werten basiert, während hingegen die Gesellschaft etwas Künstliches ist, in welcher der Umgang gewaltsam und anonym ist. Das Problem des sozialen Radikalismus lässt sich also auf die Formel bringen: „Läßt sich in einem idealen Zusammenleben der Menschen die Gewalt ausschalten?“
Methode der Kritik
Den Kern seiner Kritik an Anhängern gemeinschaftlicher Lebensformen entwickelt Plessner anhand von anthropologischen Argumenten, die zeigen sollen, dass die Alternative zwischen Gemeinschaft und Gesellschaft keine Frage der historischen Möglichkeit ist, sondern ein nicht zu überwindendes strukturelles Problem darstellt. Zunächst soll zwar die Position des Gegners starkgemacht werden, wenn sich jedoch anschließend erweist, dass auch die gemeinschaftliche Lebensform letztlich gewaltsame Züge trägt, ist der soziale Radikalismus als Lüge entlarvt. Es gibt sodann keinen Grund mehr, das Gesellschaftliche nicht anzuerkennen, und so kann anschließend gefragt werden, wie sich gesellschaftlich notwendige Umgangsformen (auch auf politisch-diplomatischer Ebene) vergeistigen und verfeinern lassen.

### Zwischen Herrenmoral und Gemeinschaftsmoral
Die in der Gemeinschaft angestrebte Aufhebung der Ungleichheit und der Grenzen zwischen den Menschen bedeutet für Plessner eine Gefährdung des Menschen als solchen, der auf Grenzen, Abstand und eine gewisse Einsamkeit angewiesen ist. Das Idol der Gemeinschaft ist für Plessner eines der Schwachen und schlecht Weggekommenen. Dabei scheitern die Führer der Gemeinschaft regelmäßig an ihrem schlechten Gewissen, denn als Führer nehmen sie eine bestimmte Machtposition ein, was zur Ungleichheit in der Gemeinschaft führt. Aus diesem Dilemma gibt es den Ausweg nur ins Extrem des Amoralismus, wie ihn Friedrich Nietzsche propagierte. Nietzsches Philosophie geht allerdings an der Natur des Menschen vorbei, der sein Gewissen schlicht nicht loswerden kann, sondern höchstens unterdrücken. Gewissensunterdrückung führt jedoch nur zur Verstärkung von Gewissensbissen und zu ihrer Entartung.
Wahre Stärke zeigt sich für Plessner hingegen im Bejahen der Gesellschaft: „Stark ist, wer die Gesellschaft beherrscht, weil er sie bejaht; schwach ist, wer sie um der Gemeinschaft willen flieht, weil er sie verneint.“ Dabei bezieht sich Plessner nicht auf eine konkrete gesellschaftliche Lebensordnung (etwa Sozialismus/Kapitalismus), sondern allein auf das abstrakte Ideal der Gesellschaft.
Gegnerschaft der Gesellschaft gegenüber kann Plessner zufolge aus zwei Haltungen erwachsen: die eine ist ihrem Wesen nach aristokratisch (Herrenmoral), ihr Vertreter ist Nietzsche, der das Individuum über alles stellt, die andere ist sozialistisch (Gemeinschaftsmoral), ihr Vertreter ist Karl Marx, der die Masse über den Einzelnen stellt. Damit droht der Gesellschaft Gefahr von zwei diametral entgegengesetzten Ansichten. Einzig der Jugendbewegung gelang es, diese zu verschmelzen, indem sie die Liebe zu den Armen mit Nietzsches heroischer und antidemokratischer Haltung verband. Darin zeigt sich allerdings nur die natürliche Radikalität jeder Jugend, die nach Veränderung verlangt und jede dazu passende These aufgreift. So vergisst sie alles spielerische und ergeht sich in übersteigertem Ernst.
Wenn sich auch die Folgen der industriellen Produktion und der Technologie als teilweise schwerwiegende Probleme erwiesen haben, so fordert Plessner dazu auf, trotzdem den technischen Fortschritt um der Möglichkeiten Willen, die dieser dem Individuum bietet, als „Steigerung des möglichen Umfangs unserer Existenz“ zu bejahen (Vgl. hierzu auch seine Schrift Die Utopie der Maschine). Es reicht im Maschinenzeitalter nicht, einfach mitzumachen, sondern die Bejahung muss bewusst erfolgen. Dies ist jedoch nur einer kleinen Gruppe von Menschen vorbehalten: „Die Mehrzahl bleibt unbewußt und soll es bleiben, nur so dient sie.“
Technik und Gesellschaft (respektive Zivilisation) gehören untrennbar zusammen. Weitet man den Begriff der Technik aus, so kann man auch die Umgangsformen als Werkzeug und Mittel bezeichnen. Wo immer man aus der Gemeinschaft heraustritt, werden sie nötig als etwas, das zwischen den Menschen steht – in der Form einer Maske machen sie die Beziehungen unpersönlich. Wer die Gesellschaft bejaht, wird auch die „Sehnsucht nach der Maske“ verspüren. Das Gesellschaftsethos (die Bejahung der Gesellschaft) geht dabei nicht gegen die Existenz von Gemeinschaften, aber es richtet sich dagegen, dass die Gemeinschaft alle beinhalten soll und ihnen Gesinnung und Verhalten vorschreibt, wenn sie also zum (politischen) Prinzip erhoben wird.

### Blut und Sache: Möglichkeiten der Gemeinschaft
Zwischen Arbeiter und Bürger hat sich eine neue Allianz gebildet: der Arbeiter sieht als materiell Benachteiligter die Gesellschaft kritisch und schließt sich in gemeinschaftlichen Genossenschaften zusammen, während der Bürger in einen ethischen Konflikt ab dem Zeitpunkt gerät, in dem die westliche Zivilisation zur technischen Missionierung der gesamten Welt ansetzt und ihr so ihren Lebensstil aufzwängt. So verbindet sich Herren- und Gemeinschaftsmoral von Bürger und Arbeiter. Es gibt zwei Typen der Gemeinschaft, die „Bluts-“ und die „Sachgemeinschaft“, in denen sich stets jene beide Formen der Moral zeigen.
Die »Blutsgemeinschaft« ist nicht notwendig eine biologische, aber immer eine emotionale Gemeinschaft. Entsteht sie nicht aus Verwandtschaft, dann braucht sie ein Zeremoniell um die einzelnen Mitglieder symbolisch und ideell zur Selbstaufgabe zu bewegen. Ihre Verbindung basiert auf Affekten und Emotionen, einem intensiven Lebensgefühl, kurz Liebe. Da sich Liebe aber nicht unmittelbar auf etwas abstraktes Ganzes richten kann, sondern nur vermittelt über einen Gegenstand, braucht sie einen charismatischen Führer, auf welchen sich die „Liebesstrahlen“ der Individuen richten können. Diese Liebe zwischen allen ist aber immer nur ein zeitlich begrenzter Zustand, der sich beispielsweise bei Katastrophen oder bei der Kriegsbegeisterung zu Beginn des Ersten Weltkriegs 1914 einstellt. Von ihm zu fordern, dass er Dauerzustand werde, widerspricht dem wesensmäßigen Unvermögen des Menschen zur ständigen gemeinschaftlichen Liebe. Hierin zeigt sich die obere Grenze der Gemeinschaft.
Die »Sachgemeinschaft« ist durch abstrakte Ideen, Werte und Normen bestimmt. Sie ist rational und intellektuell und bezieht ihr geistiges Rüstzeug aus dem Zeitalter der Aufklärung. Ihr Mittel ist nicht Krieg, sondern Überzeugung. Ihr gemeinschaftliches Band ist nicht Liebe, sondern Vernunft. Sie ist unpersönlich, erhebt den theoretischen Anspruch auf Allgemeingültigkeit und ihre Praxis ist Arbeit zur Verwirklichung der Idee. Den Glauben daran, dass es für alle Menschen eine gleich gute Lebensweise gäbe, entnimmt sie der Allgemeingültigkeit der modernen Wissenschaft und so gehören Sachgemeinschaft und Wissenschaft wesensmäßig zusammen. Allerdings können die abstrakten Ideale im täglichen Leben nicht verwirklicht werden, da sie sich von der Lebenswirklichkeit grundsätzlich unterscheiden. Das Leben ist kurz, improvisatorisch und die Freiheit des einzelnen ist beschränkt durch die Zeit und Kultur, in die er hineingeboren wurde. In Bezug auf das alltägliche Leben zeigt sich damit die untere Grenze der Gemeinschaft.
Damit sind zwei negative Grenzen der Gemeinschaft bestimmt: „die Unaufhebbarkeit der Öffentlichkeit und die Unvergleichlichkeit von Leben und Geist.“ Ersteres bedeutet, dass sich Liebe nie dauerhaft auf alle Menschen bezieht, letzteres, dass sich abstrakte Ideale nie gänzlich in das alltägliche Leben integrieren lassen.
Der Kommunismus tritt in beiden Gemeinschaftsformen auf, als nationalistischer fallen für ihn die Grenzen der Gemeinschaft mit den Schranken des »Volkstums« zusammen, als internationalistischer propagiert er die Unbegrenztheit einer allgemeinen Vernunft der Menschheit.

### Der Kampf ums wahre Gesicht. Das Risiko der Lächerlichkeit
Zwar bietet die Gemeinschaft Geborgenheit für das Individuum, dies jedoch zu dem Preis, dass es vollkommen offen und rückhaltlos allen anderen gegenübersteht. Geborgenheit und Rückhaltlosigkeit (Offenheit) sind mit der Idee der Gemeinschaft verbundene Ideale, die sich jedoch niemals gänzlich verwirklichen lassen: Denn Menschen sind seelische Wesen, deren Urgrund oder Urquell nie ganz ins offene treten kann, weder für sie selbst, noch für andere. Weil die Seele nie ein Festes und Fertiges ist, sondern ein ewig Werdendes, kann es nie einen völligen Einklang zwischen zwei solchen Potentialitäten geben, auf welchen sich Gemeinschaft bauen ließe.
Dabei ist dieser Umstand historisch bedingt, denn erst mit fortschreitender Kultur entwickelt sich das moderne Individuum, die Persönlichkeit. Es ist daher auch nicht die leibliche Abgegrenztheit unter den Menschen, der vermeintlich minderwertige und egoistische Körper, der der Gemeinschaftsbildung entgegenstrebt, sondern es sind die seelisch-geistigen und historisch gewachsenen Eigenschaften des Individuums. Diese aber sind nicht minderwertig, sondern machen erst den Menschen als solchen aus. Seine seelische Seinsfülle, seine Innerlichkeit kommt dabei niemals zum Abschluss, sondern drängt immer sich selbst zu überwinden. Dies macht die Tiefe, das Geheimnis der Seele aus und daher erträgt keine Seele es, wenn sie abschließend und festlegend beurteilt wird. Trotz allem bedarf sie, um sich selbst in ihrem flüssigen Strom zu erkennen, des Urteils der anderen. Damit ergibt sich ein Wechselspiel zwischen Fixierung und Auflösung, das den Menschen grundlegend bestimmt: Die Zweideutigkeit ist das Wesensgesetz der Seele.
Einen modernen Zugang zu dieser Zweideutigkeit fand – bei allem Mangel des ersten Versuchs – Freud mit der Psychoanalyse: Der Mensch muss, um überhaupt sein Tageswerk verrichten zu können, gewisse Probleme verdrängen. Diese kommen jedoch aus der Verdrängung wieder hervor und werden durch den Prozess der Sublimierung zu Kulturleistungen gewandelt. Aber zugleich kann der Mensch über sein Handeln und seine Motive reflektieren. Während das Unbewusste ihm Kraft gibt, erweitern Reflexion und Vernunft seinen Aktionsradius. Auch in praktischer Hinsicht ist der Mensch also durch die Zweideutigkeit der Seele bestimmt: „In Rücksicht auf Erkenntnis treibt der Mensch in dem Antagonismus von Eitelkeit und Schamhaftigkeit, in Rücksicht auf Praxis in dem Antagonismus von Naivität und Reflexion.“
Das menschliche Zusammenleben bedarf dieser zwei Doppeldeutigkeiten, sie machen das Geheimnisvolle, Unentdeckte, Verhüllte aus, welche dem Umgang miteinander erst Reiz und Atmosphäre geben. Am deutlichsten wird das Zusammenspiel von Abstoßung und Anziehung im Phänomen der Keuschheit, auf die jegliche Sexualität und Erotik angewiesen ist. Diese unauflösbare Fernnähe macht erst die psychische Welt des Menschen aus.
Lächerlichkeit
Aus dem genannten Doppelspiel der Seele resultiert das Risiko der Lächerlichkeit. Der Mensch ist ein Doppelwesen aus geistiger und leiblicher Existenz und will sein stets unendliches Seelisches im endlichen Körper ausdrücken und dies kann niemals vollkommen gelingen. Es bleibt immer ein Rest an nicht Ausgedrücktem und zugleich werden Dinge ausgedrückt, die eigentlich verschwiegen werden sollten. Man versucht den Dingen Nachdruck zu verleihen und verschätzt sich, man spricht ehrlich, aber zum falschen Zeitpunkt oder in die falsche Öffentlichkeit. Dieses Missverhältnis droht dann ins Komische zu kippen, wenn es sich auf dem Hintergrund des Ernstes abspielt. Das ehrlich gemeinte wird Kitsch, wenn es nicht zur Darstellung durchdringen kann.
Wo nicht die Gemeinschaft schon im Voraus jeden vor dieser Lächerlichkeit bewahrt, da muss die Person sich selbst behaupten. Sie kann dies auf dem Weg der reinen Ethik oder der reinen Religion. Letzteren wählen die Christen, die für ihre Ideale kämpfen, aber sich dadurch der Lächerlichkeit preisgeben. Während sie sich aber im Glauben aufgehoben wissen und Gott ihnen sozusagen das Risiko der Lächerlichkeit abnimmt, steht erst heute der Mensch allein und wagt das Risiko der Persönlichkeit, das ihm keiner abnehmen kann.

### Wege zur Unangreifbarkeit: Zeremoniell und Prestige
Der gesellschaftliche Umgang mit anderen Menschen kann nicht unter einer übergreifenden Idee stehen, die das Handeln anleiten kann, er besteht aus lauter Einzelfällen. Daher wird man den anderen am besten mit einem respektvollen Verhalten gerecht, das spielerisch-graziös alle Formen und Konventionen beherrscht. Dieses Spiel erfolgt nach gewissen Regeln, deren Verletzung durch einen Verlust der Würde und durch die peinliche Blamage bestraft wird. Um diese Strafe zu vermeiden, darf sich das Individuum so wenig wie möglich zeigen. Gleichzeitig aber muss der Umgang in einem gewissen Tempo abgewickelt werden, was zur unbeabsichtigten Entblößung führen kann, wenn die Schematismen der Umgangsformen nicht beherrscht werden.
Diese Schematismen und Formen des Umgangs sind die Rüstung, welche das Individuum im agonalen Raum gegen die Lächerlichkeit schützen. Sie verdecken seine Individualität, es wird einzig als Funktionsträger einer gesellschaftlichen Rolle ersichtlich, die es spielt. In Bezug auf den Ausdruck spricht Plessner statt von einer Rüstung auch von einer Maske, durch die sich der Mensch verallgemeinert und von der Privatperson zur Amtsperson wird. Durch das Zurücktreten des Individuums umgibt es sich selbst mit einem Nimbus. Der Nimbus ist die Sphäre eines Unwirklichen, eines Vorgetäuschten, welche die Person umgibt. Damit macht die Person sich unnahbar, was ihr von den anderen Aufmerksamkeit und Ehrerbietung einträgt.
Die institutionalisierten Umgangsformen und Rollen bilden das Zeremoniell, sie schützen das Individuum, lassen aber keinen Raum für Entfaltung. Möchte sich das Individuum trotzdem als solches einbringen, dann muss es sich mittels Prestige ein ausgreifendes Machtpotential verschaffen, also durch charismatisches Auftreten, Unbeugsamkeit, Willensstärke usf. Auch diese bewirken einen Nimbus und verleihen so dem Individuum eine individuelle Unangreifbarkeit, wo das Zeremoniell allein nur eine formale bot. Nun kann das Individuum sich in Form eines Werkes verwirklichen, in welches es seine Subjektivität einströmen lässt, es kann als Schöpfer tätig sein und so das höchste Glück der Persönlichkeit genießen. Dies ist eine kulturstiftende Tätigkeit, die dem Streben nach Macht entspringt. Im Werk verobjektiviert sich die Person und wirkt über ihre Endlichkeit hinaus. Damit dies gelingt, bedarf es jedoch einer inneren seelischen Spannung, eines Aufstauens des Ausdrucksbedürfnisses, welches sich dann in veredelter Form durch Sublimierung äußert, gemäßigt durch das Korsett der Rücksicht, der Umgangsformen. All dies trägt zur positiven Bewertung des Begriffs Zivilisation bei, denn nur in der zivilisierten Gesellschaft (und nicht in der gemütlichen Gemeinschaft) greifen solche schöpferisch-zwanghaften Mechanismen.

### Die Logik der Diplomatie. Die Hygiene des Taktes
Diplomatie dient dem Geschäftlichen, dem Ausgleich von Interessen. Takt dient der Geselligkeit. Diplomatie spielt also zwischen „irrealisierten“ Personen, Funktionären, Beamten, Geschäftsleuten, während Takt zwischen natürlichen Personen spielt. Diplomatie zielt auf Übereinkommen, Takt auf Ausgleich. In einer (in die Sphären des Rechts, der Politik, Wirtschaft usw.) funktional ausdifferenzierten Gesellschaft sind in allen diesen Bereichen Vorentscheidungen getroffen, über die nicht mehr verhandelt werden kann. Diplomatie und Takt respektieren dies.
Die geschickte Diplomatie führt zu Lösungen, bei denen alle Verhandlungspartner gewinnen. Auch die diplomatische Verhandlung kann fast ein Ergebnis erzielen, wie es Verständnis und gegenseitige Nachgiebigkeit herbeigeführt hätten. In der Diplomatie wird der Egoismus sublimiert als zivile, also gewaltfreie Form des Umgangs. Diplomatie „ist die Kunst, [die] [...] die Würde des anderen unangetastet läßt und die [die] Unterlegenheit des Gegners aus seiner freien Entschließung hervorzaubert. [...] Diplomatie [...] bedeutet das Spiel von Drohung und Einschüchterung, List und Überredung.“ Sie kennt keine Überzeugung, sondern Überlistung, da Interessen in der Öffentlichkeit immer unvereinbar sind: Jeder will seinen größtmöglichen Vorteil.
Takt dient der Entspannung unter Menschen, die man nicht kennt. Elias Canetti umschreibt die Ursache dieser Verhaltensweise später in Masse und Macht mit der archaischen Angst des Einzelnen vor der Berührung durch andere Menschen. Hier ist das oberste Gebot, an fremden Orten nicht so zu tun, als sei man zu Hause und damit die anderen zu belästigen. Takt nimmt Rücksicht, man tritt dem anderen nicht zu nahe, ist feinfühlig um Verletzungen des anderen zu vermeiden. Der taktvolle Umgang misst den anderen nicht an einem selbst. Seine Zartheit zeigt Respekt vor der anderen Seele, indem sie diese nie zu nah, aber auch nie zu fern kommen lässt. In dieser Sphäre gibt es nur Schonung, es geht nicht um Wahrheit. In vollendeter Anwendung, merkt der andere nicht einmal, dass er taktvoll behandelt wird: Takt zeigt sich dann als Natürlichkeit.
Taktlos ist der Expressionismus in der Kunst, wegen des ungehemmten Ausdrucks, der soziale Radikalismus ist die Ethik der Taktlosigkeit, weil er alle Schranken einreißen möchte. Taktlosigkeit bedeutet Rücksichtslosigkeit, Eindeutigkeit, Entseelung, Sittengesetzfanatismus, Schrankenlosigkeit, Maschinenmenschen. Hier geht es nur um das Erreichen eines Ziels, eines Zwecks, während hingegen Takt selbst grundlos ist. Wahrhafte Güte braucht keinen Grund, um zu handeln.

### Die Utopie der Gewaltlosigkeit und die Pflicht zur Macht
Die gewaltlose Einigung aller Menschen im Geiste der Brüderlichkeit ist ein niemals zu verwirklichendes Traumbild. Dies hat darin seinen Grund, dass es für den Menschen immer eine vorrangige Form der Einbettung gibt, wie Familie, Dorf, Kultur, Sprache, welche eine gemeinschaftliche Sphäre begründen. Diese kann jedoch niemals auf alle (also auch die außerhalb dieses Raumes lebenden) Menschen ausgedehnt werden, da diese wiederum ihren eigenen Einbettungszusammenhang haben. Diese Unmöglichkeit markiert die Grenze der Gemeinschaft. Außerhalb liegt die Gesellschaft, als ein öffentlicher Raum mit den oben beschriebenen Umgangsformen.
Der Staat hat die Grenzeinhaltung beider Gebiete zu garantieren. Einerseits darf nicht die Ausweitung der Gemeinschaft zum politischen Programm werden, andererseits muss er die Gemeinschaften vor dem Einbruch des Gesellschaftlichen schützen. Der Staat ist damit „systematisierte Öffentlichkeit im Dienste der Gemeinschaft, Inbegriff von Sicherungsmaßnahmen der Gemeinschaft im Dienste der Öffentlichkeit.“ Die Methode dieses Ausgleichs ist das Recht.
Die Entscheidungen im Staate trifft der Souverän, er ist die Stelle, welche über den Ausnahmezustand entscheidet (Plessner bezieht sich hier auf Carl Schmitt). Auf politischer Ebene kann es keine Einigung geben (wie etwa im naturwissenschaftlichen Diskurs der Physik), daher werden Entscheidungen immer eine Partei benachteiligen. Hieraus ergibt sich die Notwendigkeit einer letzten Instanz, welche in Konflikten Entscheidungen trifft, und um im Interesse der Allgemeinheit zu einem Ergebnis zu kommen, die Schuld auf sich nimmt – die Gewalt wird also an Personen delegiert (die nicht demokratisch legitimiert sein müssen). Es gilt diese Realität anzuerkennen und anzunehmen. Hoffen kann man nur, dass die Entscheidungsträger durch das Amt „veredelt“ werden. Trotzdem: jede Entscheidung kann niemals allen gerecht werden und tut immer jemandem Gewalt an. Nur die Anhänger des Gemeinschaftsideals verkennen dies.
Der Staatsmann hat außerdem die Pflicht, nicht nach seinem persönlichen Gewissen zu handeln, sondern seinem Amt gerecht zu werden. Sein Übermaß an Freiheit muss sich also an eine Rolle in der Gesellschaft binden, die er zu spielen unter allen Umständen wahrt. Diese freiwillige Bindung ist Motor aller Geschichte, denn nur dadurch werden große Entscheidungen getroffen, dass sich die Machthaber an ihre Rolle halten und das Notwendige vorantreiben. Deshalb kann es auch auf politischer Ebene nie vollständig gewaltfrei zugehen.

### Ausgaben
- Helmuth Plessner: Grenzen der Gemeinschaft. Eine Kritik des sozialen Radikalismus. Cohen, Bonn 2024.
- Helmuth Plessner: Gesammelte Schriften. Band V, Suhrkamp, Frankfurt am Main 2003, ISBN 3-518-29228-5.
- Helmuth Plessner: Grenzen der Gemeinschaft. Suhrkamp, Frankfurt am Main 2002, ISBN 3-518-29140-8.

### Sekundärliteratur
- Wolfgang Eßbach, Joachim Fischer, Helmut Lethen (Hrsg.): Plessners 'Grenzen der Gemeinschaft'. Eine Debatte. Suhrkamp, Frankfurt am Main 2002, ISBN 3-518-29141-6.
- Kai Haucke: Das liberale Ethos der Würde: eine systematisch orientierte Problemgeschichte zu Helmuth Plessners Begriff menschlicher Würde in den Grenzen der Gemeinschaft. Königshausen & Neumann, Würzburg 2003, ISBN 3-8260-2510-5.
- Hamburger Institut für Sozialforschung: Neuvermessungen des Sozialen. »Grenzen der Gemeinschaft« revisited, Mittelweg 36, 33. Jg., Heft 4–5, Oktober 2024, ISBN 978-3-86854-778-8. (Inhalt)